# Федорівка (Ланнівська сільська громада)
Фе́дорівка — село в Україні, у  Ланнівській сільській громаді Полтавського району Полтавської області. Населення становить 1592 осіб. До 2020 року орган місцевого самоврядування — Федорівська сільська рада.

## Географія
Село Федорівка розташоване на березі річки Орчик, в місці впадання в неї річки Ланна, вище за течією примикає село Попівка, нижче за течією за 3 км розташоване село Климівка. Через село проходить залізниця, зупинний пункт Орчик.

## Історія
За даними на 1859 рік у власницькому та козацькому селі Костянтиноградського повіту Полтавської губернії, мешкало 1909 осіб (999 чоловічої статі та 910 — жіночої), налічувалось 317 дворових господарств, існувала православна церква, відбувалось 3 ярмарки на рік.
Станом на 1885 рік у колишньому державному селі, центрі Федорівської волості, мешкало 2318 осіб, налічувалось 454 дворових господарств, існували православна церква, школа, земська станція, постоялий будинок і 28 вітряних млинів, відбувалось 2 ярмарки на рік, 19 вітряних млинів. За 7 верст — сироварний та салотопний заводи.
За переписом 1897 року кількість мешканців зросла до 3318 осіб (1618 чоловічої статі та 1700 — жіночої), з яких 3308 — православної віри.
12 червня 2020 року, відповідно до розпорядження Кабінету Міністрів України № 721-р «Про визначення адміністративних центрів та затвердження територій територіальних громад Полтавської області», село увійшло до складу Ланнівської сільської громади.
19 липня 2020 року, в результаті адміністративно - територіальної реформи та ліквідації Карлівського району, село увійшло до складу новоутвореного Полтавського району Полтавської області.

## Економіка
- Свино-товарна ферма.
- Карлівський міжгосподарський комбікормовий завод.
- ТОВ «Федорівка і К».

## Об'єкти соціальної сфери
- Бібліотека
- Школа
- Будинок культури
- Фельдшерсько-акушерський пункт
- Стадіон

## Пам'ятки

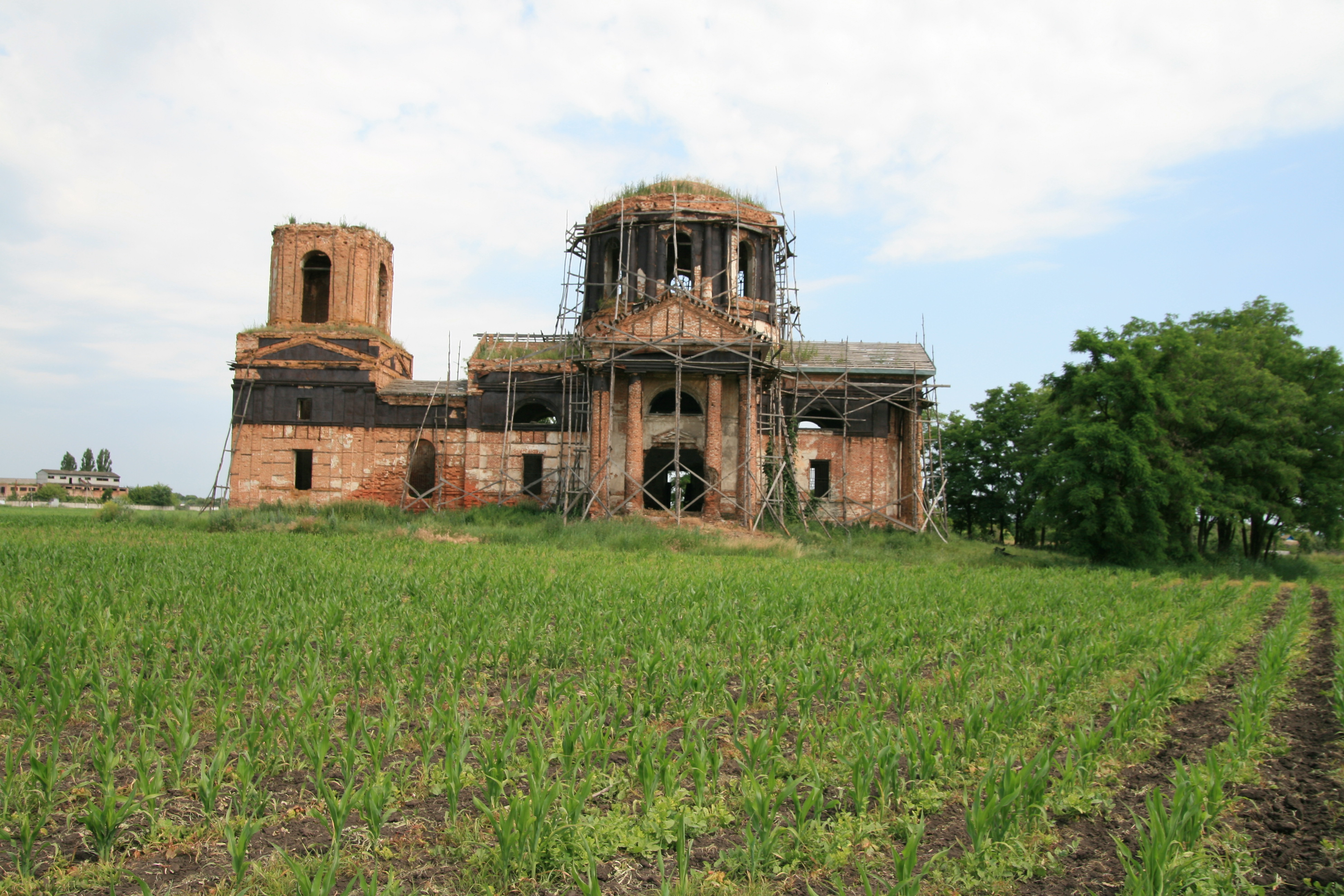
Відбудова Благовіщенської церкви

- Благовіщенська церква (зведена у 1828 році).

## Уродженці
- Береговий Георгій Тимофійович (нар. 15 квітня 1921 — пом. 30 червня 1995) — льотчик-космонавт СРСР, генерал-лейтенант, двічі Герой Радянського Союзу.
- Каленіченко Катерина Петрівна (нар. 1961) — українська письменниця.
- Шарлай Костянтин Петрович (1973—2022) — солдат Збройних сил України, учасник російсько-української війни, загинув під час російського вторгнення в Україну у 2022 році.